# Martin Viertel
Martin Viertel (Lugau, 2 de octubre de 1925-Gera, 28 de abril de 2005) fue un escritor alemán.

## Vida
Procedía de una familia de mineros. Aprendió el ofocio de calcetero y se formó como comercial. En 1943 lo reclutaron en la Wehrmacht y fue prisionero de guerra francés, hasta que regresó a Alemania en 1947. Entre 1948 y 1956 trabajó en la empresa Wismut-AG en Johanngeorgenstadt, en los últimos años como capataz de minas. Allí fue miembro de la redacción de la publicación Kulturspiegel. Entre 1956 y 1959 estudió en el Deutsches Literaturinstitut Leipzig. Después colaboró en el área de política cultural de la Wismut-AG, y llegó a dirigir el teatro de los trabajadores. A partir de 1962 empezó a vivir como escritor en Gera.
Martin Viertel, que había empezado a escribir a principios de la década de 1950, publicó novelas, relatos y libros para niños. Su obra más conocida es Sankt Urban, literatura fiel a la línea del partido, donde se narra la ocupación del Ejército Rojo de la zona sajona rica en uranio y los primeros años de la Wismut-AG.
Recibió en 1960 el premio artístico de la Sociedad para la Amistad Germano-Soviética, en 1969 el Literaturpreis des FDGB y en 1970 el premio Heinrich Mann.
En diciembre de 1989 devolvió la Verdienstmedaille der DDR, la Vaterländischer Verdienstorden y la Bandera del Trabajo y la asignación económica la donó a un orfanato de Gera.

## Obra
- Die Igelfreundschaft (1962)
- Sie hat uns alles gegeben (1966)
- Sankt Urban (1968)
- Schlambambomil oder Der eiserne Seehund (1975)
- Kuckucksgarn (1977)
- Ticki Mumm (1978, junto a Manfred Bofinger)
- Bollerbock (1986)
- Mascha (1988, junto a Klaus Müller)
- Tausend Tage Sibirien (1989)

### Edición
- Gedanken in meiner Glashütte (1976, junto a Hans Schmidt)

## Filmografía
- Die Igelfreundschaft (1962)
- Sankt Urban (1969)

## Traducciones
- Nadja Kechlibareva: Geschichten aus dem Großen Tal (1980)